# Квак Тхе Хві
Квак Тхе Хві (кор. 곽태휘, нар. 8 липня 1981, Чхільгок) — південнокорейський футболіст, захисник саудівського клубу «Аль-Гіляль» та національної збірної Південної Кореї.

## Клубна кар'єра
Народився 8 липня 1981 року в місті Чхільгок. Займався футболом в Університеті Чунан.
У професійному футболі дебютував 2005 року виступами за команду клубу «Сеул», в якій провів два сезони, взявши участь у 28 матчах чемпіонату. 
Своєю грою за цю команду привернув увагу представників тренерського штабу клубу «Чоннам Дрегонс», до складу якого приєднався 2007 року. Відіграв за команду з Кваньяна наступні два сезони своєї ігрової кар'єри.
2010 року уклав контракт з японським «Кіото Санга», у складі якого провів наступний рік своєї кар'єри гравця. У 2012 році захищав кольори команди корейського «Ульсан Хьонде».
2013 року перебрався до Саудівської Аравії, один сезон відграв за «Аш-Шабаб», а з 2014 грає у команді ер-ріядського клубу «Аль-Гіляль».

## Виступи за збірну
2008 року дебютував в офіційних матчах у складі національної збірної Південної Кореї. Наразі провів у формі головної команди країни 32 матчі, забивши 6 голів.
У складі збірної був учасником кубка Азії з футболу 2011 року у Катарі, на якому команда здобула бронзові нагороди.
2014 року був включений до заявки збірної на тогорічний чемпіонат світу у Бразилії.

## Титули і досягнення
- Чемпіон Південної Кореї (1):

«Сеул»: 2016
- Володар Кубка південнокорейської ліги (2):

«Сеул»: 2006
«Ульсан Хьонде»: 2011
- Володар Кубка Південної Кореї (1):

«Чоннам Дрегонз»: 2007
- Володар Королівського кубка Саудівської Аравії (3):

«Аль-Гіляль»: 2014-15
- Володар Суперкубка Саудівської Аравії (1):

«Аль-Гіляль»: 2015
- Володар Кубка наслідного принца Саудівської Аравії (1):

«Аль-Гіляль»: 2015-16
- Переможець Ліги чемпіонів АФК (1):

«Ульсан Хьонде»: 2012
Збірні
- Переможець Кубка Східної Азії: 2008
- Срібний призер Кубка Азії: 2015
- Бронзовий призер Кубка Азії: 2011